# Pedro Lacasa
Pedro Lacasa ([Buenos Aires]], 1810-1869) fue un militar e historiador argentino que participó en la Guerra del Brasil y en las guerras civiles argentinas.

## Biografía
Se incorporó al Ejército Argentino al estallar la guerra del Brasil, en la que participó revistando en el regimiento de Coraceros de Juan Lavalle, participando en la batalla de Ituzaingó. Participó también de la revolución contra el gobernador de la provincia de Buenos Aires y luchó en las batallas de Navarro y Puente de Márquez. Se instaló en Montevideo, donde se inició en la escritura de poemas.
Acompañó a Lavalle en la campaña del segundo ejército correntino contra Rosas, luchando en las batallas de Don Cristóbal y Sauce Grande. Cuando el ejército desembarcó en la provincia de Buenos Aires, fue el encargado de reunir caballos de los estancieros opositores, para montar al ejército que desembarcó en San Pedro. Más tarde participó en las batallas de Quebracho Herrado y Famaillá y se exilió en Bolivia.
En el exilio escribió una conocida biografía del general Lavalle y otra del general Soler.
Permaneció en Montevideo hasta después de la caída de Juan Manuel de Rosas en la batalla de Caseros, y luego se incorporó al ejército del Estado de Buenos Aires. Participó en la organización del ejército para la Guerra del Paraguay.
Falleció en Buenos Aires en 1869, y sus obras completas fueron editadas por su hijo – también llamado Pedro Lacasa – al año siguiente.

## Obras
- Poesías y escritos, Imprenta de La Difusión, Buenos Aires, 1870.
- Vida militar y política del general argentino don Juan Lavalle; escrita por su ayudante de campo don Pedro Lacasa, Imprenta de La Difusión, Buenos Aires, 1870.